# Liste der Naturdenkmale in Kirtorf
Die Liste der Naturdenkmale in Kirtorf nennt die im Gebiet der Stadt Kirtorf im Vogelsbergkreis in Hessen gelegenen Naturdenkmale.
| Bild | Bezeichnung                           | Ortsteil, Lage                             | Beschreibung                                                                   | Art        | Nr.      |
| ---- | ------------------------------------- | ------------------------------------------ | ------------------------------------------------------------------------------ | ---------- | -------- |
| BW   | 2 Linden auf dem Friedhof             | Arnshain 50° 48′ 25,8″ N, 9° 9′ 26,9″ O    | 1990 ca. 280 Jahre alt, 36 m hoch, Stammumfang 4,25 m bzw. 4 m. Löschung 1989. |            | 052      |
| BW   | Friedenseiche und Linde               | Arnshain 50° 47′ 52,8″ N, 9° 8′ 59,4″ O    |                                                                                |            | 10.055.1 |
| BW   | Hirtenhäuser Eiche (Waschtisch-Eiche) | Heimertshausen 50° 43′ 19″ N, 9° 9′ 6,8″ O |                                                                                | Einzelbaum | 10.056.1 |
| BW   | Die Rundborneiche                     | Ober-Gleen 50° 44′ 3,5″ N, 9° 7′ 3,5″ O    |                                                                                | Einzelbaum | 10.057.1 |
| BW   | Die Himmelborneiche                   | Ober-Gleen 50° 44′ 12,1″ N, 9° 7′ 0″ O     |                                                                                | Einzelbaum | 10.058.1 |

## Belege
1. ↑  
Naturdenkmale in Hessen. (pdf; 405 kB) Anlage zu Kleine Anfrage der Abg. Ursula Hammann (BÜNDNIS 90/DIE GRÜNEN) vom 15.04.2011 betreffend Biotopverbund Teil 2 und Antwort der Ministerin für Umwelt, Energie, Landwirtschaft und Verbraucherschutz. Hessischer Landtag, 22. Juni 2011, S. 103–108, abgerufen am 4. Februar 2016.
2. ↑  Friedhofslinden in Arnshain, www.baumkunde.de, abgerufen am 7. Januar 2022
3. 1 2 3 4 5 6  
Naturdenkmäler im Vogelsbergkreis -Übersichtstabelle- Anlage 1 der Verordnung. (pdf; 30 kB) www.vogelsbergkreis.de, 1. Januar 2018, abgerufen am 7. Januar 2022.

- Karte mit allen Koordinaten:
- OSM |
- WikiMap